# Műcsarnok
Le Műcsarnok ([ˈmyːtʃɒɾnok], « Halle de l'art ») est une galerie d'art située en face du Musée des beaux-arts, sur la Place des Héros à Budapest. Il a été construit à l'occasion des Festivités du Millénaire de 1896.
Ce site est desservi par la station de métro Hősök tere :  .